# Ricardo Chiroque
Ricardo Chiroque Paico (15 de octubre de 1962) es un abogado, empresario y político que ejerció como alcalde del distrito de San Juan de Lurigancho desde enero de 1999 hasta mayo del 2001, fecha en la que fue vacado del cargo tras ser acusado de actos de corrupción. Fue también procesado por el caso de firmas falsas de la alianza fujimorista Perú 2000 e investigado junto con el animador Carlos Cacho por la muerte de Julio Medina Matos, regidor municipal quien sufrió un accidente automovilístico en Cuba.

## Biografía
Ricardo Chiroque nació el 15 de octubre del año 1962. Es abogado de profesión y se desempeña como empresario textil.
Como político incursionó como militante de Vamos Vecino, agrupación política con el cual el gobierno de Alberto Fujimori buscaba ganar las alcaldías provinciales y distritales del Perú. Según declaraciones de Chiroque, él fue reclutado por el mismo Fujimori. Luego en las elecciones municipales del año 1998, Vamos Vecino acordó postular a Ricardo Chiroque para la alcaldía del distrito de San Juan de Lurigancho, hecho que posteriormente logró tener éxito y Chiroque fue juramentado como alcalde municipal para el periodo 1999-2002. Sin embargo en el año 2001, Ricardo Chiroque fue suspendido del cargo por estar implicado en casos de corrupción y por un caso de asesinato.
Tras salir momentáneamente de sus procesos judiciales, Chiroque volvió a la política y se afilió a Sí Cumple, partido político con el cual Alberto Fujimori buscaba postular nuevamente a la presidencia del Perú pese a estar inhabilitado. Participó nuevamente a la alcaldía de San Juan de Lurigancho en 2006, la cual no tuvo éxito. Nuevamente corrió la misma suerte en las elecciones del año 2010 por el partido Siempre Unidos. Actualmente está afiliado al partido Avanza País desde el año 2017.

## Procesos judiciales

### Malversación de fondos
En el año 2001, la jueza del Tercer Juzgado Penal del Cono Este de Lima, Rubí Espejo Velita, ordenó la captura Ricardo Chiroque tras ser investigado por una serie de irregularidades detectadas en su gestión como alcalde de San Juan de Lurigancho. Según la denuncia, a Chiroque se le acusaba de malversación en el manejo presupuestal y administrativo del municipio de San Juan de Lurigancho, hecho que fue denunciado por la Contraloría General de la República del Perú. Posteriormente ese mismo año, el concejo municipal acordó la suspensión de Chiroque como alcalde y éste pasó a la clandestinidad, sin embargo, Ricardo Chiroque terminó entregándose a la justicia y fue encarcelado en el penal de Lurigancho.
Posteriormente quedó en libertad, sin embargo, volvió a ser recluido en el año 2012 en el penal de Ica.

### Caso firmas falsas
Ricardo Chiroque también fue denunciado por el caso de la falsificación de firmas de Perú 2000, la alianza electoral con el cual Alberto Fujimori logró su segunda reelección como presidente del Perú. Chiroque fue denunciado junto con Vladimiro Montesinos, asesor presidencial de Fujimori, Absalón Vásquez, líder del movimiento Vamos Vecino, José Portillo Campbell, exjefe de la Oficina Nacional de Procesos Electorales, y Daniel Chuán, médico y líder de Perú 2000. Chiroque estuvo en prisión preventiva y logró quedar en libertad en el año 2011. Sin embargo al año siguiente, Chiroque fue condenado a 8 años de prisión y cumplió su pena hasta el año 2015.

### Muerte de Julio Medina
En el año 2001, Ricardo Chiroque estuvo involucrado en la muerte de Julio Medina Matos, regidor municipal de San Juan de Lurigancho que habría sufrido un accidente automovilístico en Cuba. Según las investigaciones, Chiroque habría realizado un viaje a La Habana junto con Medina y Carlos Cacho, estilista y exconductor del programa de TV Mil Disculpas, y habrían conducido en estado de ebriedad tras salir de una discoteca, lo cual originó que el automóvil quedara volcado y terminara con la muerte de Medina. Según algunas declaraciones, Chiroque habría tenido alguna relación sentimental con el animador.